# Bình Tân, Bắc Bình
Bình Tân là một xã thuộc huyện Bắc Bình, tỉnh Bình Thuận, Việt Nam.
Xã Bình Tân có diện tích 75,64 km², dân số năm 1999 là 6.673 người, mật độ dân số đạt 88 người/km².